# Friedrich Lossow
Friedrich Lossow (* 13. Juni 1837 in München; † 19. Januar 1872 in Schleißheim) war ein deutscher Tiermaler und Illustrator.

## Leben
Lossow war der zweite von drei Söhnen des in München niedergelassenen Bildhauers Arnold Hermann Lossow und seiner Ehefrau Friederike. Zusammen mit seinen Brüdern Karl und Heinrich wuchs er in München auf. 1845 bis 1848 besuchte er die Protestantische Schule in der Glockenbachstraße, wechselte 1848 an die Königliche Studienanstalt und 1849 in das Münchner Maximiliansgymnasium. Bei jährlicher „öffentlicher Erwähnung“ im freien Handzeichnen, aber auch wegen seines Fleißes und guter Fortschritte belobigt, trat er dennoch zum Jahresbeginn 1852 aus dem Gymnasium aus. Mit dem 30. Oktober 1852 ist sein Eintritt in die Antikenklasse der Münchner Kunstakademie, die Johann Georg Hiltensperger leitete, dokumentiert. 1860 wechselte er für kurze Zeit in die Malklasse des Historienmalers Karl Theodor Piloty. Nach Verlassen der Kunstakademie spezialisierte er sich als Tiermaler unter anderem beraten durch Theodor Horschelt, Friedrich Voltz und Alexander von Kotzebue. Als Maler und Zeichner ließ er sich zeitlebens in München nieder. Als Illustrator war er für den Münchner Verlag Braun & Schneider und dessen Münchener Bilderbogen und Fliegende Blätter tätig; des Weiteren unter anderem für Buchausgaben der Stuttgarter Verlage Cohen & Risch, Nitzschke und Kröner. Seine Ölgemälde, Aquarelle und Originalzeichnungen waren anlässlich von Ausstellungen in München und unter anderem in Köln und Wien zu sehen. Zahlreich erschienen sie in der Umsetzung als Holzstiche in den illustrierten Familienblättern der Zeit, wie „Daheim“, „Gartenlaube“ oder „Über Land und Meer“. Lossow war mit Wilhelm Busch befreundet, der ihn anlässlich eines gemeinsamen Studienaufenthaltes im Sommer 1858 im oberbayrischen Brannenburg im Morgenrock karikierte. Illustrationen zeichnete Lossow zu Buschs Gelegenheitsgedicht „Das leichtsinnige Mietzel. Eine lehrreiche Geschichte“.
Erst 34 Jahre alt starb Friedrich Lossow in Schleißheim bei München, wo sein Bruder Heinrich ansässig war. Beigesetzt wurde er auf dem Alten südlichen Friedhof in München.

## Werke (Auswahl)

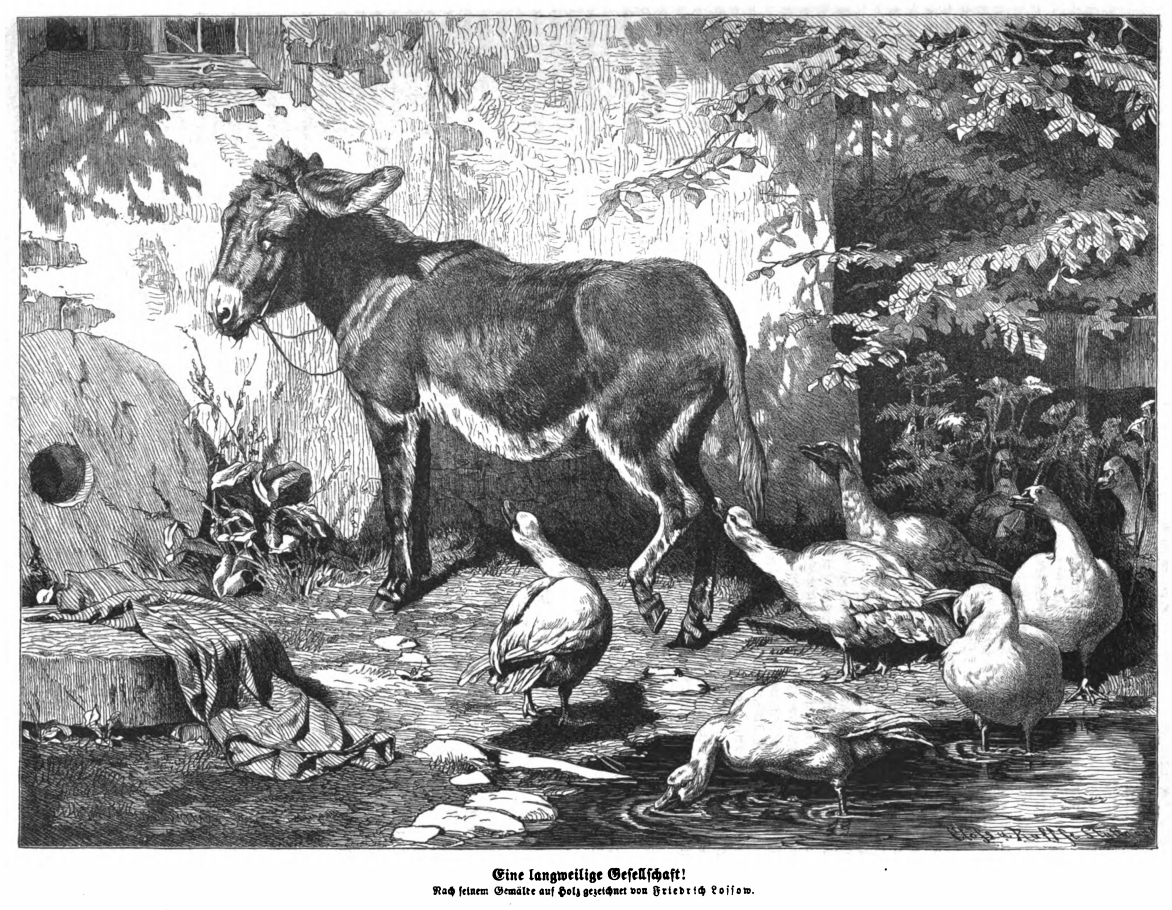
Eine langweilige Gesellschaft!, 1868 (aus:Daheim)

- Ein sitzender Hühnerhund und zwei Dachshunde, Bleistift mit Federzeichnung: München, Stadtmuseum; Maillinger-Sammlung.
- Kopf eines Hundes, Öl auf Leinwand, 1860: Kunsthandel
- Hofhund mit Hahn und Huhn, Öl auf Leinwand, 1860: Kunsthandel
- Fütterung der Hunde, Aquarell, 1861: Kunsthandel
- Hündin mit ihren Jungen, 1861 (Bötticher, Nr. 2)
- Rattenjagd, Ratten von Hunden verfolgt, 1861 (Bötticher, Nr. 3: Köln, 2. allgemeine und historische Kunstausstellung)
- Rattenjagd, Ratte und Pinscher, 1862 (Bötticher, Nr. 4)
- Ländliche Scene am Backofen, 1865 (Bötticher, Nr. 5)
- Hunde- und Affentheater auf Reisen, 1866 (Bötticher, Nr. 8)
- Hund und Frosch, 1866 (Bötticher, Nr. 7: Wien, Österreichischer KV 1866)
- Junger Esel von Gänsen angegriffen, 1866 (Boetticher, Nr. 6)
- Mittagsruhe im Stall (Bötticher, Nr. 9: Wien, 3. allg. dt. KA. 1868)
- Gestörte Mittagsruhe, (Bötticher, Nr. 10: Wien, 3. allg. dt. KA. 1868)
- Viehmarkt zu Keferloh, 1869, Aquarell, 32 × 44 cm: Kunsthandel
- Am Wasserfall im Englischen Garten in München, 1869; Aquarell und Bleistift, weiß gehöht, 22,2 × 34 cm: Kunsthandel
- Dachshündlein, welches mit dem den Flegeljahren eigenen Mangel an Courtoisie eine unglückliche Puppe aus dem Kinderwägelchen warf und sich mit der ganzen Behaglichkeit eines grünen Jungen in das jungfräuliche Lager bettete, 1870 (Bötticher, Nr. 11)
- Das verlassene Füllen: Catalog von Originalwerken deutscher Künstler, Jahresausstellung im Glaspalast, München 1871, Nr. 17
- Kuh mit neugeborenem Kalb im Stall, 1871; Öl auf Leinwand, 74 × 108 cm: Kunsthandel
- Früherwachte Kampflust (Bötticher, Nr. 12: München, Kunstverein, Sommer 1874; Kasseler Kunstverein, Frühjahr 1875)

## Illustrierte Bücher (Auswahl)
- A. Biermann, Dr. Oderfeld: Neuestes illustriertes Jagdbuch. Erfahrungen und Anweisungen zu einem rationellen Betriebe der Mittel- und Niederjagd für Jäger und Jagdliebhaber. Verlag von Richard Neumeister, Leipzig 1869. Mit 18 Illustrationen von Friedrich Lossow, 50 weiteren in den Text gedruckten Abbildungen, einem Titelbild etc. von L. Hofmann.
- Kynopädie oder Der wohlerzogene Hund. Ein Lehrgedicht von Sebastian Auf, der freien Künste Licentiaten. Mit 15 Illustrationen von Friedrich Lossow. Cohen & Risch, Stuttgart 1868.
- Die Geschichte vom kleinen Reh. In Bildern von Friedrich Lossow und Reimen von J. Trojan. A. Kröner, Stuttgart 1870. 16 Blatt. Mit 15 halbseitigen Xylographien und farbig illustriertem Halbleinwandband.
- Lossow’s Fabelbuch. Ausgewählte Fabeln. Mit 32 Bildern. In Holz geschnitten von Closs & Ruff. J. G. Kötzle, Stuttgart [o. J. um 1870].
- Esel’s Leiden. Weise, Stuttgart 1872.
- Der Einspänner. Der boshafte Esel. Zwei lustige Geschichten in Bildern. Braun & Schneider, München 1874: Titelvignette; 16 Hozstiche (Münchner Bilderbücher, 27; zuerst erschienen 1865 und 1866 als Bilderbogen 408 und 424).
- Die vergebliche Rattenjagd. Streiche und Abenteuer des kleinen Joli. Braun & Schneider, München 1874: Titelvignette; 24 Holzstiche; zuerst erschienen 1862 und 1865 als Münchener Bilderbogen 313 und 388.
- J. G. Freihofer: Kinderbuch. Nitschke, Stuttgart 1874, 1877; Loewe, Stuttgart 1896.
- Unsere lieben Hausthiere. Nitzschke, Stuttgart 1875; 1867 erschienen unter dem Titel: „Bilderbuch aus dem Leben der Hausthiere“.
- Christian Fürchtegott Gellert: Ausgewählte Fabeln und Erzählungen. Kröner, Stuttgart 1880.
- Bunte Bilder aus dem Leben der Hausthiere. Heitere Bilder für die Jugend. Mit Text von Eduard Ille. Titel mit Holzstichvignette und 35 Textholzstichen. Braun & Schneider, o. J. [um 1880] (Münchner Bilderbücher, 22: zuerst erschienen als Münchener Bilderbogen: die Illustrationen datiert: 1861).
- Thiergeschichten in Bildern und Reimen für die liebe Kinderwelt. Braun & Schneider, München o. J. (um 1880): Titelvignette; 15 Holzstiche; Münchner Bilderbücher 15; zuerst erschienen 1858 als Münchener Bilderbogen 256.
- W. Werther (Hrsg.): Der Jugend Fabelschatz. Eine Auswahl der schönsten Fabeln von Aesop, Curtmann, Gleim, Grimm, Hagedorn, Lafontaine, Lessing, Lichtwer, Meißner, Sturm, Zollikofer. Mit 18 Illustrationen . Kröner, Stuttgart um 1881 (Universal-Bibliothek für die Jugend, 69/70).
- Julie von Dungern: Kleine Erzählungen aus dem Thierleben. Kröner, Stuttgart 1883 (Universal-Bibliothek für die Jugend, 137/138).
- Ami in der Fremde. Eine lehrreiche Geschichte in Bildern und Reimen von Friedrich Lossow. Neue Jugend-Bibliothek. A. Kröner, Stuttgart (1869).
- Neuestes Illustrirtes Jagdbuch. Erfahrungen und Anweisungen zu einem rationellen Betriebe der Mittel- und Niederjagd für Jäger und Jagdliebhaber. Mit 18 Illustrationen von Friedrich Lossow. Cohen & Risch, Stuttgart 1869 (2. Auflage).
- Das leichtsinnige Mietzel. Eine lehrreiche Geschichte in Bildern von Friedrich Lossow mit Versen von Wilhelm Busch. Hannover, Wilhelm-Busch-Gesellschaft, 1949.